# Drnovice (Zlíni járás)
Drnovice település Csehországban, a Zlíni járásban. Drnovice Vysoké Pole, Vlachova Lhota, Bratřejov, Tichov, Valašské Klobouky és Pozděchov településekkel határos. Lakosainak száma 444 fő (2024. január 1.).

## Népesség
A település lakosságának változását az alábbi diagram mutatja:
| Lakosok száma | 489  | 512  | 583  | 554  | 542  | 451  | 415  | 421  | 414  | 444  |
|               | 1869 | 1890 | 1921 | 1950 | 1980 | 2001 | 2017 | 2019 | 2022 | 2024 |